# Gmina Clayton (hrabstwo Clayton)

Położenie Gminy Clayton w hrabstwie Clayton

Gmina Clayton (ang. Clayton Township) – gmina w USA, w stanie Iowa, w hrabstwie Clayton. Według danych z 2000 roku gmina miała 312 mieszkańców, a jej powierzchnia wynosi 99,17 km².